# Storkeegen
Storkeegen er et gammelt egetræ i Jægerspris Nordskov ved Jægerspris. Den sidste levende gren på træet faldt i efteråret 1980. I 1965 blev dens alder vurderet til ca. 800 år.
Egen fik sit navn, fordi maleren P.C. Skovgaard i 1843 lod sig inspirere af egen til billedet Eg med Storkerede i Nordskoven ved Jægerspris. Dengang husede den vældige eg et ynglende storkepar.

## Ekstern henvisning
- Egene i Jægerspris Nordskov

55°54′41″N 11°58′54″Ø / 55.9113°N 11.98165°Ø
| Træ | Spire Denne artikel om træer er en spire som bør udbygges. Du er velkommen til at hjælpe Wikipedia ved at udvide den. |